# Радованє (Оріоваць)
Радованє (хорв. Radovanje) — населений пункт у Хорватії, в Бродсько-Посавській жупанії у складі громади Оріоваць.

## Населення
Населення за даними перепису 2011 року становило 288 осіб.
Динаміка чисельності населення поселення:

## Клімат
Середня річна температура становить 11,21 °C, середня максимальна – 25,66 °C, а середня мінімальна – -5,85 °C. Середня річна кількість опадів – 820 мм.
| Клімат поселення                              | Клімат поселення | Клімат поселення | Клімат поселення | Клімат поселення | Клімат поселення | Клімат поселення | Клімат поселення | Клімат поселення | Клімат поселення | Клімат поселення | Клімат поселення | Клімат поселення | Клімат поселення |
| Показник                                      | Січ.             | Лют.             | Бер.             | Квіт.            | Трав.            | Черв.            | Лип.             | Серп.            | Вер.             | Жовт.            | Лист.            | Груд.            |                  |
| Середній максимум, °C                         | 5,84             | 8,15             | 12,75            | 17,31            | 22,40            | 25,49            | 25,66            | 24,83            | 20,87            | 15,62            | 9,81             | 5,70             |                  |
| Середня температура, °C                       | 0,00             | 2,29             | 6,89             | 11,46            | 16,56            | 19,63            | 21,53            | 20,69            | 16,72            | 11,49            | 5,68             | 1,57             |                  |
| Середній мінімум, °C                          | −5,85            | −3,54            | 1,05             | 5,60             | 10,72            | 13,80            | 17,36            | 16,55            | 12,58            | 7,34             | 1,52             | −2,59            |                  |
| Норма опадів, мм                              | 53               | 53               | 54               | 63               | 73               | 98               | 71               | 67               | 60               | 76               | 84               | 68               |                  |
| Середньомісячна швидкість вітру, м/с          | 1.63             | 1.91             | 2.21             | 2.18             | 1.92             | 1.80             | 1.80             | 1.61             | 1.58             | 1.60             | 1.62             | 1.71             |                  |
| Середньомісячна сонячна радіація, кДж/м²·день | 4220             | 6905             | 10799            | 15323            | 19451            | 21422            | 22559            | 20560            | 14934            | 9169             | 4850             | 3545             |                  |
| --------------------------------------------- | ---------------- | ---------------- | ---------------- | ---------------- | ---------------- | ---------------- | ---------------- | ---------------- | ---------------- | ---------------- | ---------------- | ---------------- | ---------------- |
| Джерело:                                      |                  |                  |                  |                  |                  |                  |                  |                  |                  |                  |                  |                  |                  |